# Andrena unicincta
Andrena unicincta là một loài Hymenoptera trong họ Andrenidae. Loài này được Friese mô tả khoa học năm 1899.